# 十二社 (暴力団)
十二社一家（じゅうにそういっか）は、東京都新宿区に本部を置く暴力団で、指定暴力団・住吉会の二次団体である。

## 歴代総長
- 初代 : 岡崎伸平
- 二代目 : 上崎将貴

## 幹部
- 総長 : 上崎将貴